# Dutch Caribbean Nature Alliance
De Dutch Caribbean Nature Alliance (DCNA) is een non-profitorganisatie die zich richt op de ondersteuning van organisaties van nationale parken op de Nederlandse Caraïben. Deze ondersteuning wordt gegeven aan het nationaal park Arikok (Aruba), STINAPA (Bonaire), meerdere gebieden op Curaçao, de Saba Conservation Foundation (Saba), STENAPA (Sint Eustatius) en de Nature Foundation St Maarten (Sint Maarten).
De DCNA werd in 1998 gevormd en het hoofdkantoor bevindt zich op Bonaire. De doelstelling van de organisatie is de biodiversiteit te beschermen en duurzaam behoud te bevorderen, zowel op het land als in het water. De organisatie wordt financieel ondersteund door de Nationale Postcode Loterij en het Nederlandse Ministerie van Economische Zaken en Klimaat.
Prinses Beatrix is beschermvrouwe van de Dutch Caribbean Nature Alliance.
In 2023 voegde de DCNA Caribische diersoorten toe aan de mobiele applicatie ObsIdentify. Dit is een gratis mobiele app waarmee foto's van wilde dieren, planten en paddenstoelen kunnen worden geïdentificeerd.